# Panke (Spree)

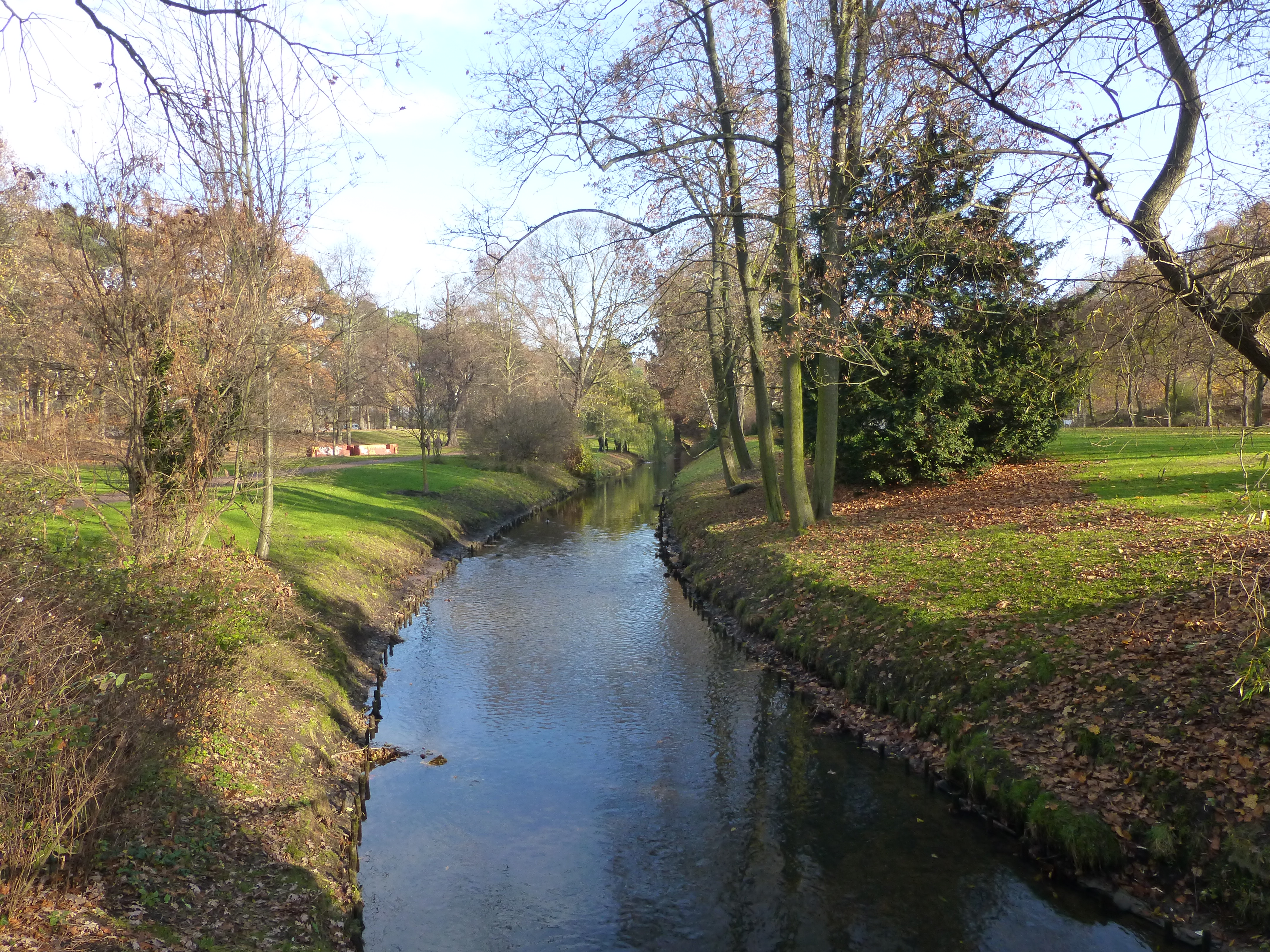
Panke i Pankow i norra Berlin.

Panke är en å i östra Tyskland som flyter från sin källa strax norr om Bernau, vidare genom Bernau och Berlins nordöstra förstäder i Brandenburg och in via Pankow till Berlins stadskärna norrifrån, där den förenas med Spree. Den är omkring 29 kilometer lång, varav 20 km ligger inom Berlins stadsgräns. Omkring 450 000 personer bor i Pankes avrinningsområde.
Panke har bland annat givit namn till stadsdelen Pankow och kommunen Panketal.
Panke kom att användas som utlopp för de stora avloppsreningsfält som anlades norr om Berlin under 1800-talet, och på grund av stadens snabba expansion blev den snabbt ökänd som "Stinkepanke". Den byggdes också till stora delar över i centrala Berlin.
Pankes nedre lopp leddes om i samband med anläggandet av Berlinmuren på 1960-talet. Den tidigare huvudarmen Südpanke, vars mynning ligger vid Schiffbauerdamm, 100 meter nedströms från Weidendammer Brücke, kom då att förlora tillflödet från Panke. Istället leddes vattnet längre västerut genom Pankes norra arm, Schönhauser Graben eller Nordpanke, över gränsen till Västberlin, till Nordhafen och Berlin-Spandau-kanalen. Sedan Tysklands återförening 1990 pågår insatser för att återställa åns lopp till ett mer ursprungligt skick, men Südpanke tar fortfarande bara emot en mindre del av vattnet och mynningen är dold bakom en spont vid utloppet i Spree.